# Eding Sport FC de la Lékié
L'Eding Sport Football Club és un club de futbol camerunès de la ciutat de Lekié.

## Palmarès
- Lliga camerunesa de futbol:[3]
  - 2017
- Copa camerunesa de futbol:[4]
  - 2018